# 北地群岛
北地群岛，俄罗斯在北冰洋中一群岛，位于泰梅尔半岛以北，喀拉海和拉普捷夫海之间。北地群島均為無人島（無永久居民），行政上隸屬於克拉斯諾亞爾斯克邊疆區。北地群岛於1913年被发现，1933年被归入苏联版图。该群岛由四个主岛：十月革命岛、布尔什维克岛、共青团员岛、少先队员岛以及周边70多个小岛组成，总面积37,600平方公里。